# Muhlenbergia pubigluma
Muhlenbergia pubigluma är en gräsart som beskrevs av Jason Richard Swallen. Muhlenbergia pubigluma ingår i släktet muhlygräs, och familjen gräs. Inga underarter finns listade i Catalogue of Life.